# Lyserød
Lyserød (eng. pink) er en bleg rød farve, der første gang blev registreret i det 17. århundrede om de blegrøde blomster med farven pink (i de dækfrøede planter i den ægte nellike). Den symboliserer skønhed, elegance og godhed. Pink er en kombination af rød og hvid. Andre nuancer af pink kan være kombinationer af rosa og hvid, magenta og hvid eller orange og hvid.

## Pink
I Politikens Nudansk Ordbog, 3. udgave, 2006, beskrives pink som "En farve der er stærkt lyserød el. rødviolet, og som er meget iøjnefaldende," hvorimod lyserød ellers ikke nævnes. Pink bruges i dag ofte i stedet for "lyserød", men var oprindeligt et engelsk ord. (Jf. "The Pink Panther": "Den lyserøde panter")
Mange skelner også mellem lyserød og pink[kilde mangler], idet de kalder de mere violette, gennemfarvede lyserøde farver pink, og de mere blege, rødhvide farver lyserød.